# Barbara Pfetsch
Barbara Pfetsch (* 26. November 1958 in Laichingen) ist eine deutsche Kommunikationswissenschaftlerin. Ihre Forschungsschwerpunkte sind politische Kommunikation und international vergleichende Kommunikationswissenschaft. Sie ist seit 2008 Professorin für Kommunikationswissenschaft an der Freien Universität Berlin.

## Beruflicher Werdegang
Barbara Pfetsch begann 1979 ihr Studium der Germanistik, Amerikanistik und Politikwissenschaft an der Universität Mannheim. Im Jahr 1983 nahm sie am Fulbright-Programm der University of California in Los Angeles teil. 1985 machte Pfetsch ihren Magister in Politikwissenschaft. 1986 bekam sie eine Stelle als wissenschaftliche Mitarbeiterin an der Fakultät für Sozialwissenschaft der Universität Mannheim. Diese Stelle hatte sie fünf Jahre inne, bis sie 1991 bei Max Kaase promovierte. Der Titel ihrer Doktorarbeit lautet Politische Folgen der Dualisierung des Rundfunksystems in der Bundesrepublik Deutschland. Im selben Jahr erhielt Barbara Pfetsch ein Postdoctoral Fellowship am Center for German and European Studies an der University of Georgetown in Washington, D.C. Nach ihrer Rückkehr aus den USA im Jahr 1992 war sie als Hochschulassistentin für Politikwissenschaft an der Universität Mannheim tätig. 1994 nahm sie eine Stelle als Wissenschaftliche Mitarbeiterin am Wissenschaftszentrum Berlin für Sozialforschung (WZB) in der Abteilung Öffentlichkeit und soziale Bewegungen an. Pfetsch absolvierte 1997 ein Fellowship am Joan Shorenstein Center on the Press an der Harvard University in Massachusetts. Im Jahr 2001 wurde sie als Professorin für Kommunikationswissenschaft an die Universität Hohenheim berufen.
Ihre Habilitation an der Freien Universität Berlin (2002) verfasste sie unter dem Titel Politische Kommunikationskultur – Politische Sprecher und Journalisten in der Bundesrepublik und den USA im Vergleich. Bis 2008 lehrte sie dann Kommunikationswissenschaft und Medienpolitik in Hohenheim, das Angebot einer Professur für Vergleichende Kommunikationswissenschaft an der Universität Zürich lehnte sie ab. 2006 kehrte Barbara Pfetsch nach Harvard zurück für ein Visiting Fellow am Minda de Gunzberg Center for European Studies, bevor sie 2008 eine Professur am Institut für Publizistik- und Kommunikationswissenschaft mit dem Schwerpunkt Kommunikationstheorie und Medienwirkungsforschung an der FU Berlin erhielt. Von 2009 bis 2011 war sie Leiterin des Instituts. Fünf Jahre nach ihrem letzten USA-Aufenthalt arbeitete Pfetsch von 2012 bis 2013 am Center for Advanced Study in the Behavioral Sciences der Stanford University, Kalifornien. Barbara Pfetsch hat das Lady Davis Grant der Hebrew University Jerusalem von März 2018 bis Juli 2018 angetreten und hat in Israel geforscht.
Pfetsch gehörte dem ersten Prüfgremium an, dass für die Freie Universität Berlin die Plagiatsvorwürfe gegen die Dissertation von Franziska Giffey prüfen sollte. Für Kritik sorgte dabei die Tatsache, dass die Doktormutter Tanja Börzel als Vorsitzende des Promotionsausschusses an der Einsetzung des Prüfgremiums beteiligt war und Pfetsch wie die anderen Mitglieder des Gremiums wissenschaftliche Verbindungen zu Börzel hatte. Beide arbeiteten zusammen am Jean Monnet Centre.

## Ehrungen und Auszeichnungen
Seit 2017 war Pfetsch an der Beantragung und nach Bewilligung am Weizenbaum Center Berlin beteiligt. Im selben Jahr erhielt sie die Auszeichnung eines ICA Fellows. Barbara Pfetsch ist und war Mitglied in unterschiedlichen Gremien und wissenschaftlichen Beiräten wie der European Communication Research Education Association (ECREA), dem Ausschuss für Wissenschaftliche Bibliotheken und Informationssysteme der Deutschen Forschungsgemeinschaft (DFG), der International Communication Association (ICA) oder der International Political Science Association (IPSA).

## Wissenschaftliche Arbeit
Als promovierte Politikwissenschaftlerin ist Barbara Pfetsch eine Quereinsteigerin auf dem Gebiet der Kommunikationswissenschaft. Ihre regelmäßigen Forschungsaufenthalte in den USA spiegeln sich auch in ihrer wissenschaftlichen Arbeit wieder. Pfetsch befasst sich besonders mit international vergleichender Kommunikationswissenschaft sowie politischer Kommunikation. Aufgrund dieser Internationalität und ihrer fachübergreifenden Forschung wurde sie 2010 in die AcademiaNet Datenbank für Exzellente Wissenschaftlerinnen aufgenommen.
In ihren zahlreichen Publikationen, von denen eine Vielzahl auf Englisch verfasst ist, beschäftigt sich Barbara Pfetsch mit unterschiedlichen Mediensystemen und Kommunikationskulturen. Ihr besonderes Interesse gilt den Vereinigten Staaten im Vergleich zu Deutschland und Europa. Pfetsch widmet sich in diesem Zusammenhang der Medienlandschaft und der Politik dieser Staaten und deren Verhältnis zueinander, wie es beispielsweise in ihrer Habilitation „Politische Kommunikationskultur – Politische Sprecher und Journalisten der Bundesrepublik und den USA im Vergleich“ oder dem Sammelband „MediaPolis – Kommunikation zwischen Boulevard und Parlament“, welchen sie gemeinsam mit Kollegen des Instituts für Publizistik- und Kommunikationswissenschaft der Freien Universität Berlin erstellt hat, zu lesen ist.

## Publikationen (Auswahl)

### Monografien und Herausgeberschaften
- Barbara Pfetsch (Hrsg.): Political Communication Cultures in Europe. Attitudes of Political Actors and Journalists in Nine Countries. Palgrave Macmillan, Basingstoke / New York:  2014, ISBN 1-349-33745-5.
- Barbara Pfetsch, Janine Greyer, Joachim Trebbe (Hrsg.): MediaPolis – Kommunikation zwischen Boulevard und Parlament: Strukturen, Entwicklungen und Probleme von politischer und zivilgesellschaftlicher Öffentlichkeit. UVK, Konstanz 2013, ISBN 3-86764-414-4.
- Frank Marcinkowski, Barbara Pfetsch (Hrsg.): Politik in der Mediendemokratie. Wiesbaden: VS Verlag für Sozialwissenschaften 2009, ISBN 978-3-531-15939-3
- Barbara Pfetsch, Adam (Hrsg.): Massenmedien als politische Akteure; Konzepte und Analysen. VS Verlag für Sozialwissenschaften, Wiesbaden 2008, ISBN 978-3-531-15473-2
- Christiane Eilders, Friedhelm Neidhardt, Barbara Pfetsch (Hrsg.): Die Stimme der Medien; Pressekommentare und politische Öffentlichkeit in der Bundesrepublik. VS Verlag für Sozialwissenschaften, Wiesbaden 2004, ISBN 978-3-322-80557-7
- Frank Esser, Barbara Pfetsch (Hrsg.): Politische Kommunikation im internationalen Vergleich; Grundlagen, Anwendungen, Perspektiven. Westdeutscher Verlag, Wiesbaden 2003, ISBN 3-531-13625-9
- Barbara Pfetsch: Politische Kommunikationskultur, Springer Verlag, 2003, ISBN  978-3-663-08085-5[8]
- Politische Kommunikationskultur; Politische Sprecher und Journalisten in der Bundesrepublik und den USA im Vergleich. Westdeutscher Verlag, Wiesbaden 2003, ISBN 3-531-13708-5
- Politische Folgen der Dualisierung des Rundfunksystems in der Bundesrepublik; Konzepte und Analysen zum Fernsehprogramm und zum Publikumsverhalten. Nomos, Baden-Baden 1991, ISBN 3-7890-2555-0.

### Artikel in Fachzeitschriften
- Barbara Pfetsch, Maier, Miltner, Waldherr: Online-Networks of Challengers in Food Policy: A comparative Study of Structures and Coalitions in Germany, UK, US and Switzerland. In: International Journal of E-Politics, 2016.
- Peter Maurer, Barbara Pfetsch: News Coverage of Politics and Conflict Levels. A cross-national study of journalists’ and politicians’ perceptions of two elements of mediatization. In: Journalism Studies, Nr. 15(3), S. 339–355, doi:10.1080/1461670X.2014.88947.
- Political Communication in the Era of New Technologies; Introduction und Editionof the Special Issue of Central European Journal of Communication. In: Central European Journal of Communication. Nr. 7, 2011, S. 187–192.
- Agents of Transnational Debate across Europe; The Press in Emerging European Public Sphere. In: Javnost - The Public, Nr. 15(4), 2008, S. 21–40, ISSN 1318-3222.

### Beiträge in Sammelbänden
- (zusammen mit P. Miltner, D. Maier) Old and New Dynamics of Agenda Building in a Hybrid Media System. In: Vowe Gerhard, Henn Philipp (Hrsg.): Political Communication in the Online World: Theoretical Approaches and Research Designs. Routledge, New York / Abingdon UK 2016, ISBN 978-1-138-90008-0, S. 45–58.
- (zusammen mit T. Moring) European Political Communication Cultures and Democracy. In: Barbara Pfetsch (Hrsg.): Political Communication Cultures in Europe; Attitudes of political Actors and Journalists in nine Countries. Palgrave Macmillan, 2014, New York ISBN 1-349-33745-5, S. 287–301.
- Wortführer der öffentlichen Meinung; Kommentatoren der überregionalen Tageszeitungen als publizistische Persönlichkeiten. In: Wolfgang Duchkowitsch, Fritz Hausjell, Horst Pöttker, Bernd Semrad (Hrsg.): Journalistische Persönlichkeit; Fall und Aufstieg eines Phänomens. Herbert von Halem Verlag, Köln 2009, ISBN 978-3-938258-82-8, S. 249–265.